# Хвабулов, Матвей Афанасьевич
Князь Матвей Афанасьевич Хвабулов (Кобулашвили) (1721—1789) — генерал-майор, Оренбургский губернатор.
Родился в 1721 году, происходил из грузинских князей. В русскую военную службу вступил в 1738 году.
Принимал участие в Семилетней войне. В чине премьер-майора принимал участие в русско-турецкой войне 1769—1774 годов, за отличия получил чин подполковника Санкт-Петербургского легиона. Затем он сражался в Польше против конфедератов и 7 апреля 1772 года был награждён орденом св. Георгия 4-й степени (№ 154 по кавалерскому списку Судравского и № 182 по списку Григоровича — Степанова)
За храбрость и мужество, оказанное против мятежников в Польше 20 октября 771 года при д. Ленниках, когда он, несмотря на превосходную силу Козаковского, атаковав, расбил и разсыпал всю его шайку.
17 марта 1774 года Хвабулов был произведён в полковники и назначен командиром Кинбурнского драгунского полка.
С 1779 года Хвабулов был в чине бригадира и служил по комиссариатскому ведомству в Оренбургской губернии, был вице-губернатором. В 1780 году произведён в генерал-майоры. После смерти И. А. Рейнсдорпа Хвабулов с 16 февраля по 12 июня 1781 года исполнял обязанности Оренбургского губернатора. В 1782 году вышел в отставку.
Скончался в 1789 году.